# Медаль Перемоги у Першій світовій війні (США)
Медаль Перемоги у Першій світовій війні США (англ. World War I Victory Medal (United States) — військова нагорода, медаль Збройних сил США для заохочення військовослужбовців країни усіх категорій, які брали участь у бойових діях з 6 квітня 1917 по 11 листопада 1918 року в лавах Збройних сил США або служили з 12 листопада 1918 по 5 серпня 1919 у Європейській Росії під час Громадянської війни або з 23 листопада 1918 по 1 квітня 1920 — у складі Американських експедиційних сил «Сибір». Дизайн нагороди розроблений Джеймсом Ерлом Фрезером.